# Llibre de Lismore
 El Llibre de Lismore, també conegut com el Llibre de Mac Carthaigh Riabhach, és un manuscrit gaèlic de la fi del segle xv que procedeix de Kilbrittain, al comtat de Cork, Irlanda, creat per Fínghean Mac Carthaigh, senyor de Carbery (1478-1505). Tot i algunes pàgines defectuoses al principi i al final, hui ens en resten 198 fulls, que contenen una miscel·lània de textos religiosos i laics escrits en gaèlic irlandés.
L'escriba principal del manuscrit no hi signà pas amb el seu nom. Un segon escriba, que va escriure onze fulls, hi signà com a Aonghus Ó Callanáin, i probablement era membre d'una coneguda família de metges de West Cork. Altres escribes de recolzament  contribuïren amb breus períodes al llarg del llibre.
El llibre conté una referència (f. 158v) a un segon manuscrit, un duanaire o antologia poètica dedicada a Mac Carthaigh; aquest manuscrit, però, s'ha perdut.

## Contingut
Tot i que la poesia està ben representada en tot el manuscrit, la forma dominant n'és la prosa, que data lingüísticament des de l'alta fins a la baixa edat mitjana.
El contingut mostra una organització acurada: comença amb material religiós relacionat sobretot amb els sants d'Irlanda (vides i anècdotes), inclosos Patrici, Brígida, Columba, Ciarà i Brandan, i incorpora el Teanga Bhiothnua (Llengua sempre nova) de la primeria de l'edat mitjana. En aquesta secció també hi ha textos traduïts a l'irlandés, relacionats amb el tema religiós, entre els quals destaquen les conquestes de Carlemany, la història dels llombards (un capítol de la Llegenda Àuria), i els viatges de Marco Polo. És probable que la comunitat franciscana de la propera Timoleague facilitàs l'accés dels escribes de Kilbrittain a part de la literatura de tema religiós. Les obres religioses i els textos traduïts suposen aproximadament la meitat dels continguts de l'obra.
La resta del manuscrit presenta textos seculars nadius, que inclouen material relacionat amb la reialesa, alguns dels quals se centren en Diarmaid mac Cearbhaill, un rei d'Irlanda del segle VI; contes com Caithréim Cheallacháin Chaisil, Eachtra Thaidhg Mhic Céin i Cath Crionna; la sàtira Tromdhámh Ghuaire; i tradicions sobre Fionn mac Cumhaill, tal com es relata en el prosimetrum de la fi del segle vi, Agallamh na Seanórach. Aquestes tradicions de Fionn mac Cumhaill ocupen si fa no fa una quarta part de l'obra.
El manuscrit conté, a més a més, Crichad an Chaoilli, un document topogràfic, segurament del segle xiii, que descriu el districte entre Mallow i Fermoy en termes de municipis, els noms de molts dels quals encara són recognoscibles en la forma de les contraparts actuals.

## Història posterior
Després del segle xv, sols apareixen indicis esporàdics del llibre durant els 300 anys següents. Al juny del 1629 fou dipositat en la propera abadia franciscana de Timoleague, en què el famós escriba, autor i historiador, el frare Mícheál Ó Cléirigh n'extragué material. Es creu que és idèntic a un llibre confiscat per Lewis, primer vescomte Boyle de Kinalmeaky, llavors de 23 anys, durant el setge del castell de Kilbrittain el 1642 durant les guerres confederades d'Irlanda, i enviat per ell a son pare, Richard Boyle, primer comte de Cork. Lord Boyle de Kinalmeaky (el germà més petit del qual era el químic Robert Boyle) va morir poc després, en la batalla de Liscarroll al setembre del 1642.

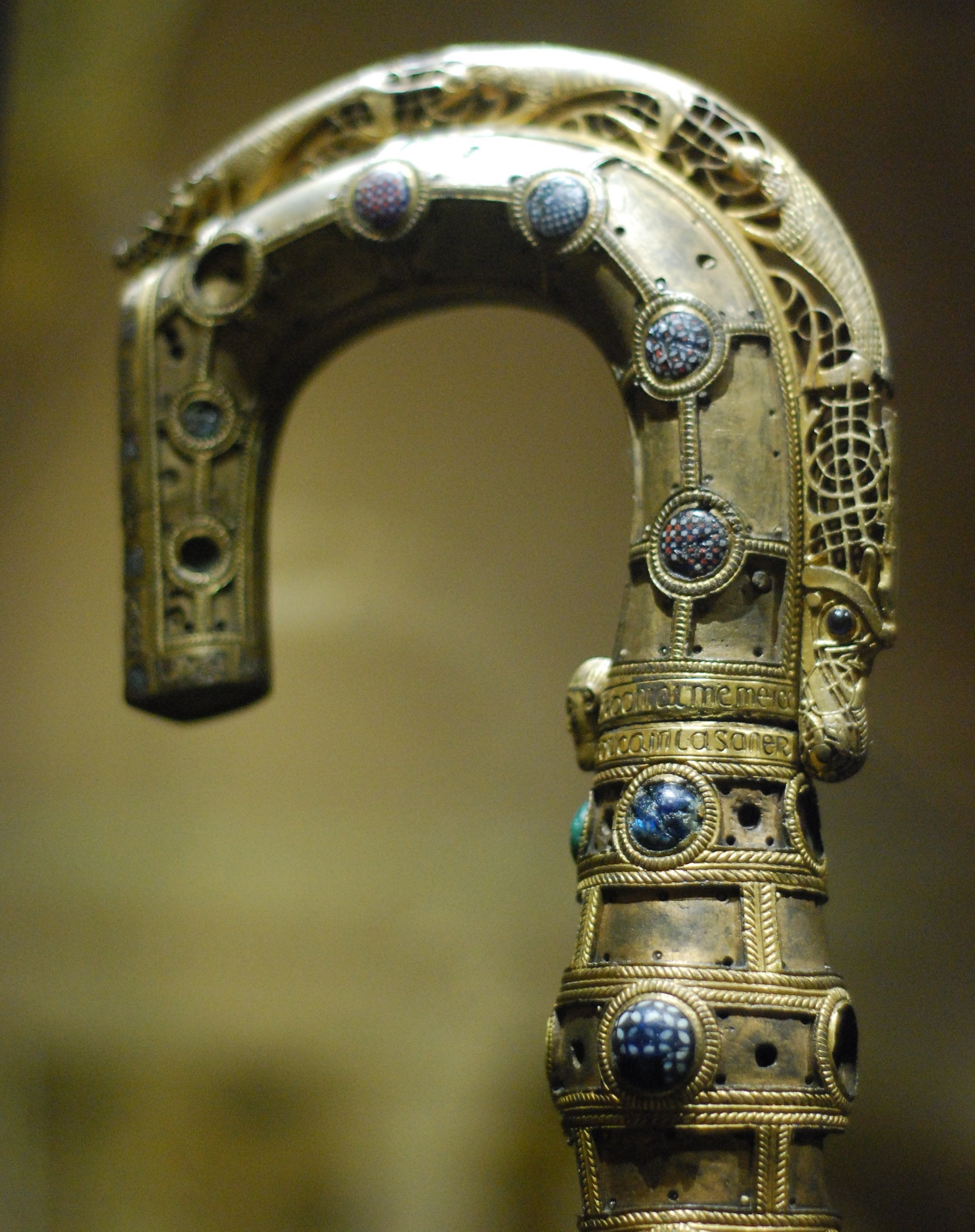
El bàcul de Lismore, c. 1100, Museu Nacional d'Irlanda, Dublín

No se sap amb certesa quan s'emportà el llibre al Castell de Lismore, a l'oest del Comtat de Waterford, un castell que Lord Cork havia adquirit a Walter Raleigh el 1602. Al segle xviii, el castell passà per matrimoni de la família Boyle als Cavendish, ducs de Devonshire. El 1814, durant les renovacions del castell i la ciutat de Lismore per part del sisé duc de Devonshire, es va redescobrir el manuscrit, que sembla que havia estat tapiat al castell amb el bàcul de Lismore, que ara es troba al Museu Nacional d'Irlanda.
Després del seu descobriment, el llibre aviat fou prestat a l'escriba i erudit de Cork Donnchadh O Floinn (que anomenà l'obra Leabhar Leasa Móire, 'el Llibre de Lismore'), l'amic del qual, Micheál Óg O Longáin, transcrigué pràcticament tot el manuscrit el 1817, sota el patrocini del bisbe John Murphy. El títol Llibre de Lismore data d'aquesta època. A partir d'aquesta i altres transcripcions de Mícheál Óg, es feren moltes més còpies de seccions i textos individuals, i això va contribuir a un ressorgiment de l'elaboració de manuscrits a Cork durant la primera meitat del segle xix.
El llibre retornà a Lismore al voltant dels 1821-22, però seixanta-sis fulls en van romandre a Cork i més tard els vengueren al duc de Devonshire, el 1860. Eugene O'Curri i el fill menor de Mícheál Og, Seosamh, que llavors treballava per a la Reial Acadèmia d'Irlanda, van fer-ne més transcripcions. El 1907, el llibre es va exhibir en l'Exposició Internacional Irlandesa de Herbert Park, a Dublín. El 1930, el manuscrit es va transferir de manera permanent de Lismore a Chatsworth House a Anglaterra, i hi va romandre fins al 2020, excepte durant els anys 1939-1948, en què es va traslladar a un lloc segur durant la Segona Guerra Mundial i també es posà a disposició per a la creació del facsímil publicat el 1950.
El 1879, va aparéixer per primera vegada una reproducció fotogràfica de pàgines del manuscrit en el tercer fascicle de Facsímils de manuscrits nacionals d'Irlanda, de John Gilbert. Es va fer un facsímil fotogràfic imprés, en blanc i negre, de tot el manuscrit sota la direcció de R. A. S. Macalister i se'n publicà el 1950. El 2010, el manuscrit complet fou digitalitzat per Irish Script on Screen abans de l'exposició del llibre en el Col·legi Universitari de Cork, el 2011.
El 2020, el Chatsworth Settlement Trust donà el Llibre de Lismore al Col·legi Universitari de Cork, que vol exhibir-lo en la seua Biblioteca Boole.